# I Always Get What I Want
"I Always Get What I Want" é uma canção da cantora e compositora canadense Avril Lavigne, escrita por ela e Clif Magness para o segundo álbum de estúdio, Under My Skin (2004). A faixa foi lançada digitalmente em 24 de maio de 2004 pela Arista Records como uma ferramenta promocional para o álbum, que foi lançado no dia seguinte.
A música foi re-lançada em 4 de novembro de 2004 como o lado B do terceiro single do álbum, Nobody's Home. Também foi destaque no filme The Princess Diaries 2: Royal Engagement, cuja trilha sonora foi lançada em 3 de agosto de 2004.

## Faixas
- Digital download[2]

1. "I Always Get What I Want" – 2:31